# Idiocera (Idiocera) sexdentata
Idiocera (Idiocera) sexdentata is een tweevleugelige uit de familie steltmuggen (Limoniidae). De soort komt voor in het Palearctisch gebied.